# Центр обслуговування орбітальних кораблів
Центр обслуговування орбітальних кораблів (англ. Orbiter Processing Facility, OPF) — це клас ангарів, де між польотами проходили технічне обслуговування орбітальні апарати американських шаттлів. Вони розташовані на захід від будівлі збирання космічних апаратів, де орбітальний корабель з'єднували із зовнішнім баком і твердотільними ракетними прискорювачами перед транспортуванням на стартовий майданчик. OPF-1 і OPF-2 з'єднані низьким прольотом, а OPF-3 розташований через дорогу.
OPF-3 раніше називався Центр обслуговування та ремонту орбітальних апаратів (англ. Orbiter Maintenance & Refurbishment Facility, OMRF), але був модернізований до повноцінно функціонуючого OPF.

## Процес обробки

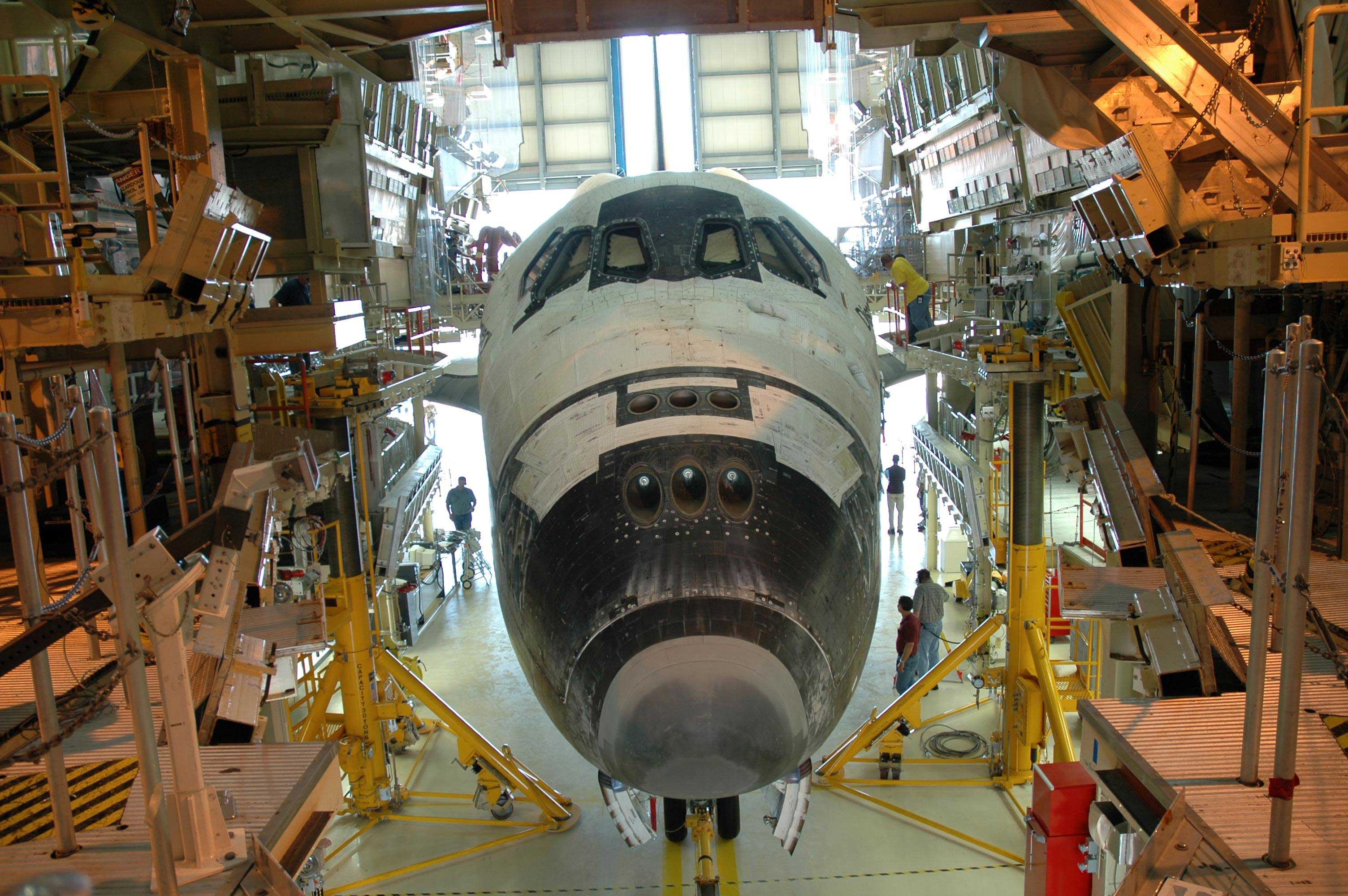
Діскавері всередині OPF-3 після завершення місії STS-114

Коли завершувалася чергова місія шатла, орбітальний корабель буксирували від посадкового пункту до призначеного йому Центру обслуговування орбітальних кораблів, де він проводив кілька місяців (зазвичай менше 100 днів), готуючись до наступної місії. Будь-який вантаж, що залишився з попередньої місії, вилучали, а транспортний засіб повністю перевіряли, випробували й ремонтували.
- Основні двигуни орбітального корабля продували, щоб видалити вологу, яка була побічним продуктом згоряння рідкого кисню та рідкого водню.
- Двері відсіку вантажу відкривали, а будь-який небезпечний вантаж обробляли для гарантування безпеки.
- Баки паливних елементів звільняли від залишків кріогенних реагентів. Кисневу систему робили інертною за допомогою газоподібного азоту, а водневу систему — за допомогою газоподібного гелію.
- Із систем контролю навколишнього середовища та життєзабезпечення відводили гази під високим тиском.
- Сміття та інші відходи, включаючи дренаж системи питної води, вивантажували.
- З двигунів знімали теплозахисні екрани та відкривали доступ до корми.
- Головні двигуни фіксували на місці та встановлювали кришки.
- Навколо орбітальних апаратів у кормовій частині встановлювали будівельні ліси, щоб техніки мали доступ до головних двигунів.
- Головні двигуни знімали та передають на Цех обробки головних двигунів (Main Engine Processing Facility) для перевірки й обслуговування.
- Робили весь необхідний ремонт системи теплового захисту орбітального корабля, включаючи термоковдри та тисячі плиток[2].
- Капсули системи орбітального маневрування та системи контролю реагування вилучали та передавали на станцію технічного обслуговування Гіпергол для усунення несправностей, ремонту або інших послуг.
- Будь-які модифікації орбітального апарата виконували в Центрі обслуговування орбітальних кораблів.
- Після кожного польоту орбітальний корабель проходив процедуру Down Mission Processing.

За кілька тижнів до запланованого запуску орбітальний корабель підготовлювали до наступної місії шляхом встановлення комплектів для польоту, багажу, витратних рідин і газів, де це можливо. Решта корисного навантаження, палива та рідини встановлювали на майданчику ближче до дня запуску. Останнім кроком перед перекиданням на Будівлю для збирання космічних кораблів — зважування орбітального апарата для визначення його центру ваги.